# جون ويتل
جون وودز ويتل ، VC ، DCM (3 أغسطس 1882 - 2 مارس 1946) هو أسترالي متحصل على وسام صليب فيكتوريا، وهو أعلى وسام للشجاعة «في مواجهة العدو» يمكن منحه لأعضاء الكومنولث البريطاني والبريطاني القوات المسلحة. كان ويتل يعمل رقيبًا في الحرب العالمية الأولى عندما تم تكريمه بصليب فيكتوريا بعد إجراءين منفصلين ضد القوات الألمانية أثناء انسحابهم إلى خط هيندنبورغ في عام 1917. في العملية الأخيرة، هاجم طاقم مدفع رشاش وقتل المجموعة واستولى على البندقية.
وُلد ويتل في تسمانيا، وأكمل خدمته لمدة اثني عشر شهرًا خلال حرب البوير الثانية، قبل أن يعود إلى أستراليا ويلتحق بالبحرية الملكية حيث خدم لمدة خمس سنوات كوسيط. بعد إعادة تجنيده في الجيش، تم إرساله إلى فيلق خدمة الجيش والمدفعية وفوج بندقية تسمانيا قبل اندلاع الحرب العالمية الأولى. بعد انتقاله إلى القوة الإمبراطورية الأسترالية في عام 1915، انضم ويتل إلى الكتيبة الثانية عشرة في مصر وانطلق إلى الجبهة الغربية في العام الموالي. خلال هجوم على قرية لا بارك، هرع ويتل في خندق ألماني وأجبر الرجال على ترك الموقع؛ نتيجة لذلك حصل على وسام السلوك المتميز.
أصيب ويتل ثلاث مرات خلال الحرب، وكان موضوع محكمتين عسكريتين بسبب سلوكه الجامح. في أكتوبر 1918، عاد إلى أستراليا بدعوة من رئيس وزراء أستراليا للمساعدة في التجنيد. بعد تسريحه من الخدمة العسكرية في ديسمبر 1918، انتقل لاحقًا إلى سيدني. في عام 1934، مُنح ويتل شهادة تقدير بعد أن أنقذ صبيًا يغرق. توفي عام 1946 عن عمر 63 عامًا.

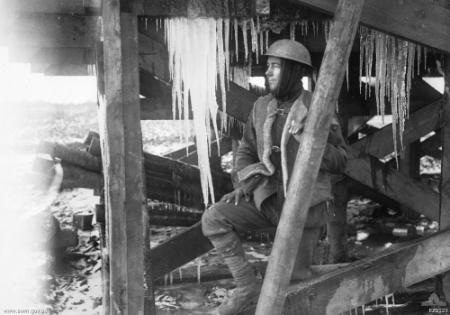
الرقيب جي دبليو ويتل في فرنسا عام 1916

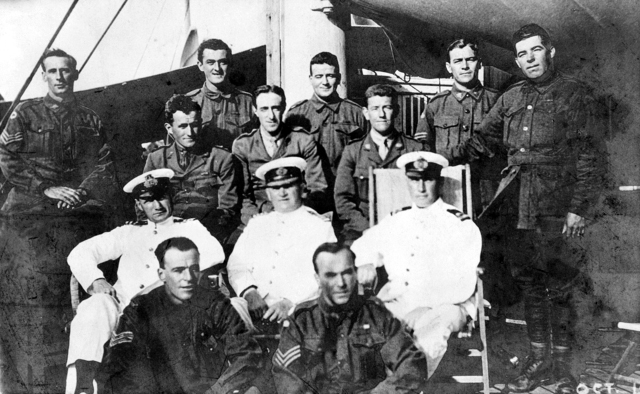
مجموعة مكونة من عشرة متلقين من صليب فيكتوريا الأسترالي ويتل في منتصف الصف الخلفي.

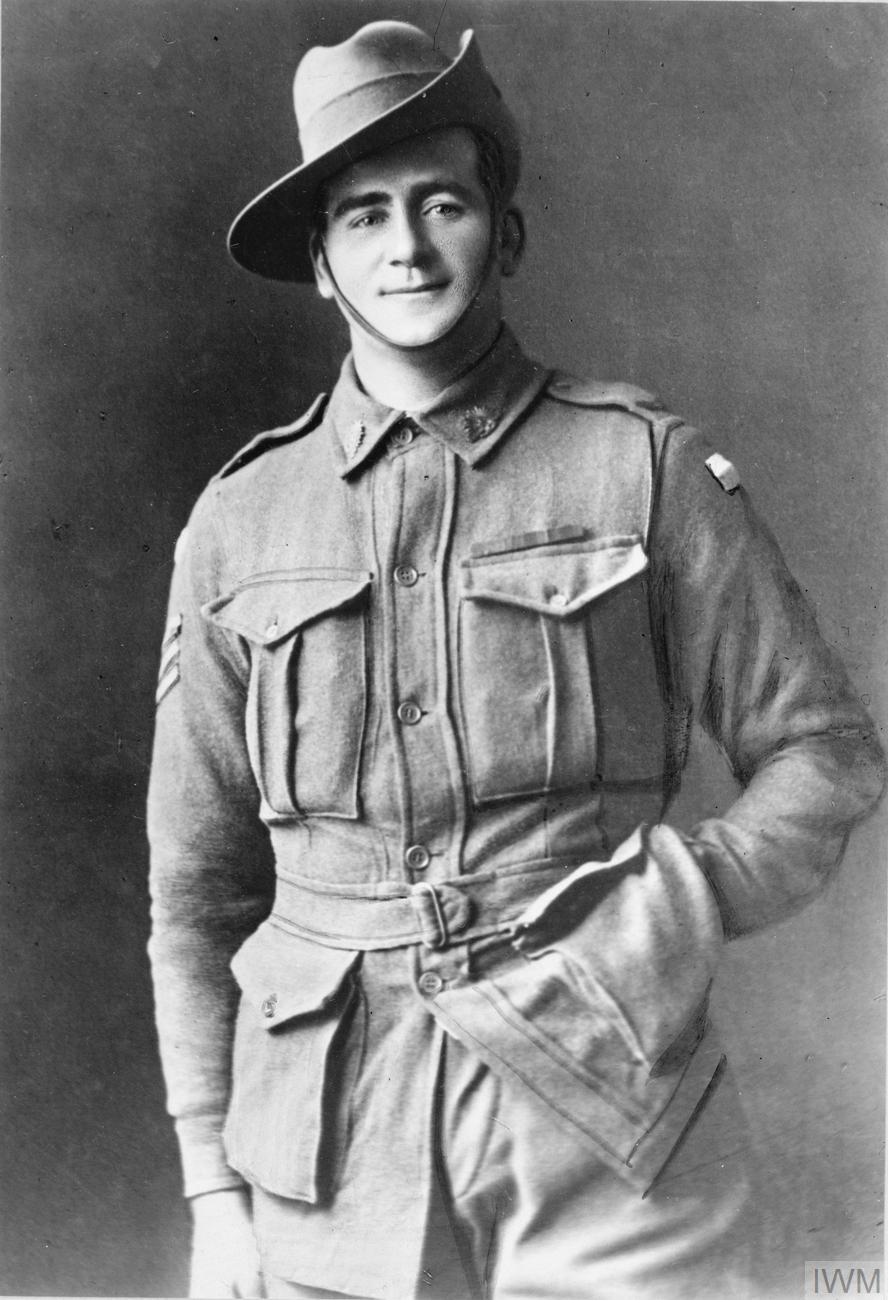
الرقيب جون ويتل ج. 1918

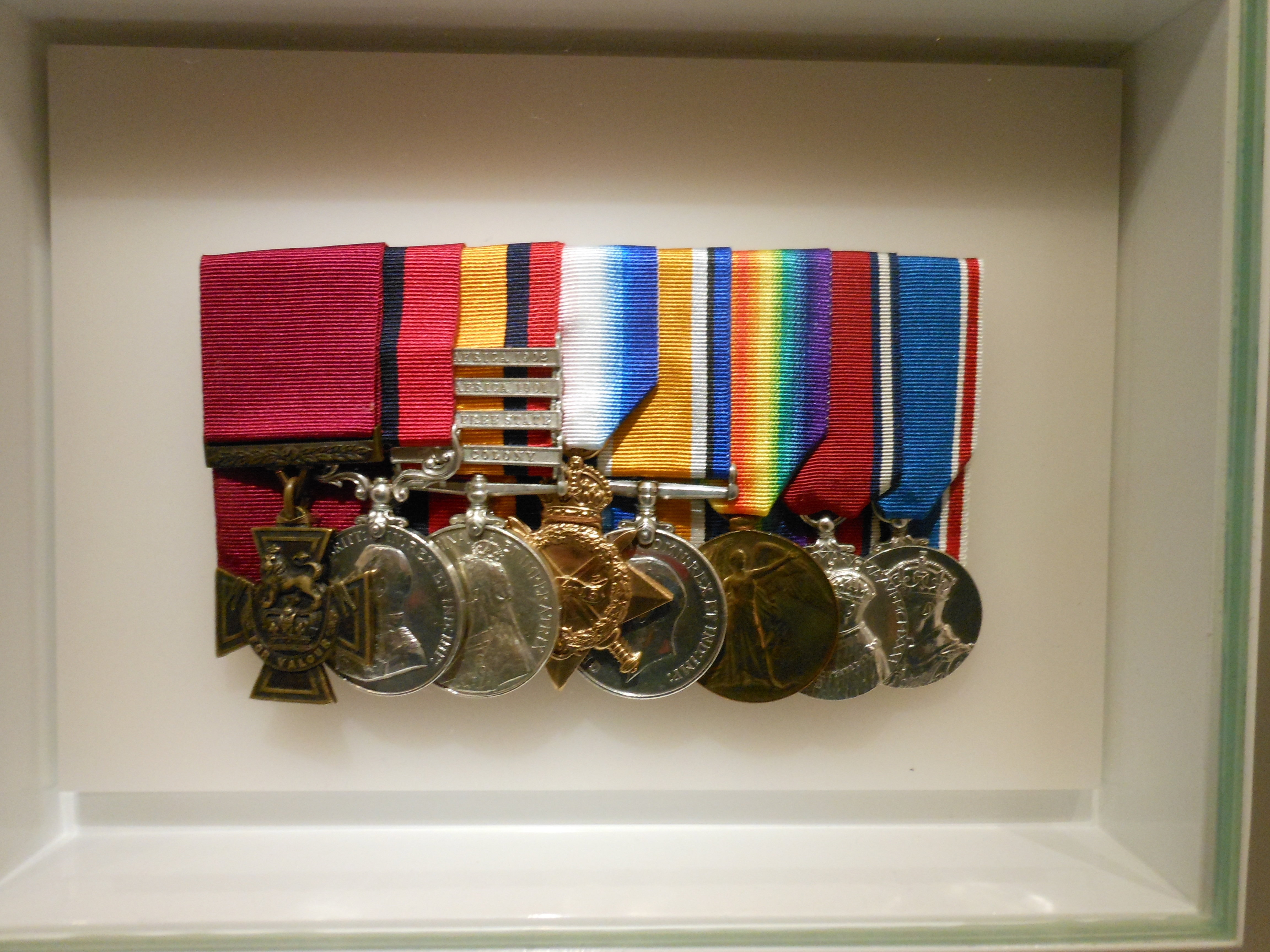
ميداليات جون ويتل في النصب التذكاري للحرب الأسترالية ، كانبرا.

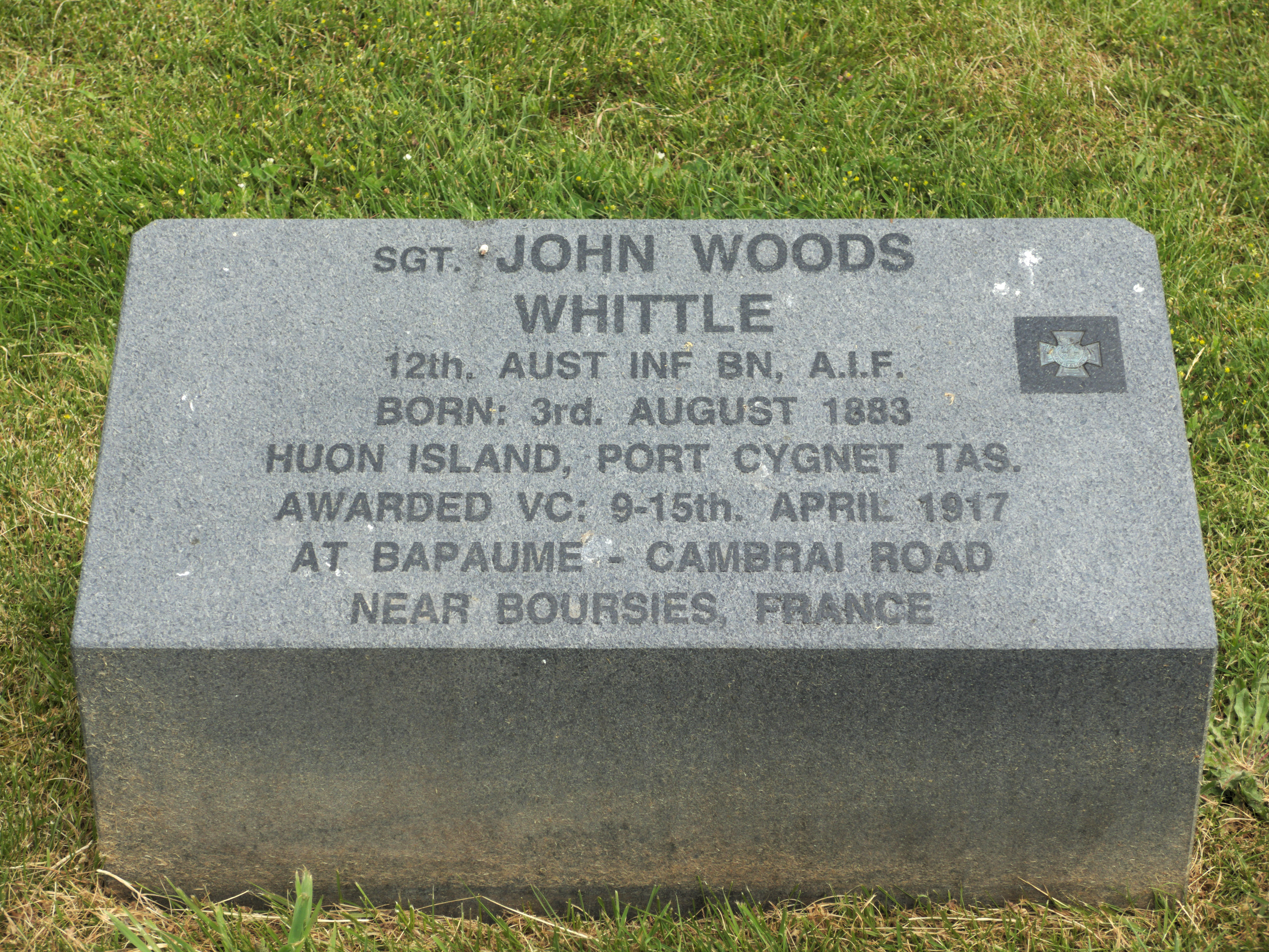
لوحة تذكارية في Cygnet ، تسمانيا